# Persbacka
Persbacka este o arie protejată (arie specială de conservare — SAC, sit de importanță comunitară — SCI) din Suedia întinsă pe o suprafață de 1,4 ha, integral pe uscat.

## Localizare
Centrul sitului Persbacka este situat la coordonatele 66°32′51″N 20°12′33″E / 66.5475°N 20.2093°E.

## Înființare
Situl Persbacka a fost declarat sit de importanță comunitară în iunie 2001 pentru a proteja un număr necunoscut de specii din flora spontană și fauna sălbatică aflate în arealul zonei. Situl a fost protejat și ca arie specială de conservare în martie 2011.

## Biodiversitate
Situată în ecoregiunea boreală, aria protejată conține 1 habitat natural: Fânețe montane.
La baza desemnării sitului se află un număr nedeclarat de specii protejate.